# Chrysopogon fulvibarbis
Espèce
Chrysopogon fulvibarbis (synonyme : Vetiveria fulvibarbis) est une espèce de plantes monocotylédones de la famille des Poaceae, sous-famille des Panicoideae, originaire de l'Afrique tropicale.
Ce sont des plantes herbacées vivaces, cespiteuses, à rhizomes courts, aux tiges (chaumes) dressées de 100 à 150 cm de long et aux inflorescences en panicules.
Cette plante est vendue sur les marchés de Bamako (Mali). Les racines, appelées « gongo dili », servent à parfumer l'eau de boisson. Les tiges sont tressées en début de saison froide pour former des nattes appelées « seccos ».